# I do not choose to run

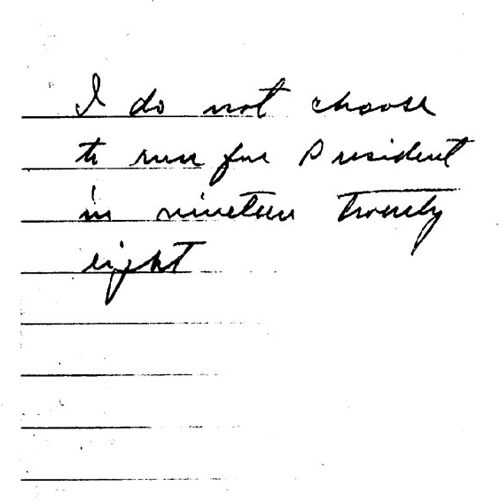
El anuncio de Calvin Coolidge de que no se presentaría a las elecciones presidenciales de 1928.

«I do not choose to run» («No elijo postularme» en inglés) fue una declaración hecha por el presidente de los Estados Unidos, Calvin Coolidge, a la prensa el 2 de agosto de 1927, sobre su decisión de no postularse para las elecciones presidenciales de 1928. La declaración era ambigua y dio lugar a un debate considerable sobre las intenciones de su lenguaje.

## Antecedentes

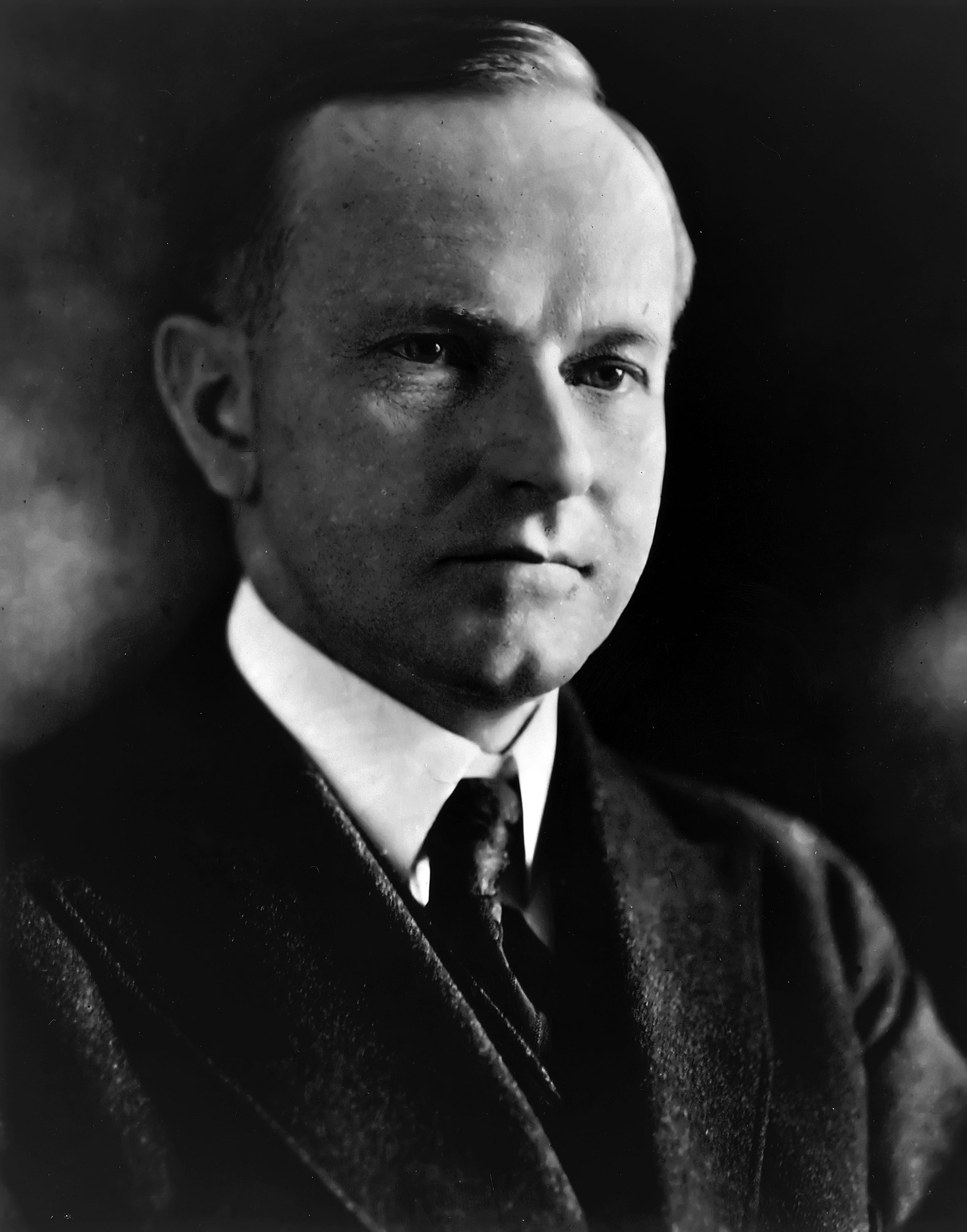
Calvin Coolidge.

Coolidge estaba en su «Casa Blanca de verano» en Colinas Negras, Dakota del Sur, cuando le dio a su secretario, Everett Sanders, un papel que decía: «I do not choose to run for president in 1928» («No elijo postularme para presidente en 1928»). Sanders respaldó la declaración de Coolidge y el anuncio estaba programado para la conferencia de prensa de las 9 a. m. del martes 2 de agosto de 1927.
Sin embargo, para evitar una reacción exagerada del mercado de valores de la costa este, el anuncio se trasladó al mediodía. A las 11:30, Coolidge recortó tiras de papel con su declaración y, en la conferencia, entregó una tira a cada reportero. Sin proporcionar más información, Coolidge comentó: «Hoy no habrá nada más de esta oficina».

## Reacción

### Público
Tras el anuncio de Coolidge, los medios reunidos quedaron atónitos. El público también se sorprendió por el anuncio. Muchos sintieron que Coolidge podría ganar fácilmente un segundo mandato completo, basado en la «Prosperidad de Coolidge», la economía en auge y un superávit de más de $ 300 millones.

### Familia y colegas
Ya en 1924, Coolidge había dejado en claro que no volvería a postularse después de su campaña de 1924. Le transmitió esto a su padre después de que su hijo Calvin Jr. muriera. Después de las elecciones, Theodore Roosevelt Jr. «recordó claramente» a Coolidge mencionando su deseo de no volver a postularse, una conversación que, según los informes, Coolidge también tuvo con Frank Stearns al mismo tiempo. Además, el agente del Servicio Secreto Edmund Starling, que sirvió en la Casa Blanca durante treinta años y protegió a cinco presidentes, relató que Coolidge decidió «hace mucho» no volver a postularse para el cargo.
Si bien algunas personas cercanas a Coolidge sabían que no se postularía para otro mandato, otros se sorprendieron por su anuncio, incluido Sanders, su secretario personal. Más tarde ese mismo día, el 2 de agosto, Grace Coolidge se enteró del anuncio de su esposo por parte del senador visitante Arthur Capper. Ella comentó: «¿No es así ese hombre? Nunca me dio la más mínima indicación de su intención. No tenía idea».

## Razones de la declaración
Después del anuncio de Coolidge, hubo mucho debate sobre lo que quiso decir con su elección de palabras. Algunos tomaron el lenguaje como una declaración definitiva de que ya no estaba dispuesto a ser presidente. Otros pensaron que esperaba ser reclutado por el partido como candidato.

### Esperar ser reclutado
Algunos cercanos al presidente opinaron que Coolidge buscaba ser reclutado por el partido para las elecciones de 1928, una práctica común en la política de los Estados Unidos. El vicepresidente Charles G. Dawes creía que «ardientemente» quería la nominación. El secretario de Comercio, Herbert Hoover, él mismo considerando una candidatura a las elecciones de 1928, le preguntó a Coolidge si su decisión era «absolutamente concluyente», y el presidente no respondió directamente. Incluso uno de los amigos más cercanos de Coolidge, el senador Butler, dijo sobre la decisión: «No sé lo que quiere».
En cuanto a ser seleccionado como candidato del partido, Coolidge declaró que «estaba decidido a que no surgiera esa contingencia».

### Deseo de una vida privada

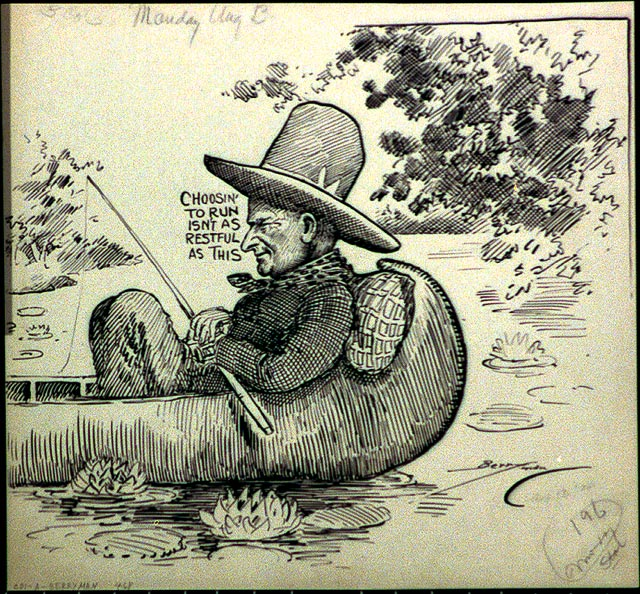
Caricatura política de Clifford Berryman que retrata a Coolidge después de su declaración.

Otros vieron el mensaje de Coolidge como un deseo de volver a la vida privada. Ya en 1924, Coolidge decidió que no se postularía para la presidencia por segunda vez. La muerte de su hijo, Cal Jr., en 1924, afectó gravemente al presidente, lo que, según algunos, lo llevó a una depresión clínica. «Cuando murió, el poder y la gloria de la presidencia se fueron con él», escribió Coolidge más tarde en su autobiografía. También señaló que otro mandato lo pondría en la Casa Blanca más tiempo del que cualquier otro hombre había estado allí hasta ese entonces, y que diez años era más tiempo del que cualquier hombre debería pasar allí.
Además, Coolidge tomó algunas medidas para asegurarse de que no fuera seleccionado para la nominación. Dijo: «No apruebo la circulación de una petición, como se ha informado en la prensa matutina, solicitándome que me postule a la presidencia en 1928. No veo que pueda salir nada bueno de ello. Espero que [su circulación] se suspenda». También anunció en diciembre de 1927: «Mi declaración se mantiene. Nadie debe suponer que la he modificado. Se respetará mi decisión». Cuando se le informó que algunos republicanos de Massachusetts estaban organizando una campaña para que él ganara las primarias presidenciales de su estado, Coolidge le informó al presidente estatal del Partido Republicano: «Tal acción sería muy vergonzosa para mí... Solicito que no se haga».
Si bien el idioma estaba abierto a debate, algunos señalaron que era el idioma de un yanqui de Vermont. «El lenguaje yanqui se basa en la subestimación y no en la exageración», dijo el editor Charles Thompson.

### Honrar la tradición de dos períodos
Dentro del Partido Republicano, se habló de que la «tradición de no tener un tercer mandato» podría dañar las posibilidades de Coolidge y, por lo tanto, del partido el día de las elecciones. Esto llevó a que algunos miembros del partido le pidieran que no se postulara para un tercer mandato, aunque la mayoría de los académicos sienten que su opinión tuvo poco efecto en el razonamiento de Coolidge. En ese momento, la Vigesimosegunda Enmienda no era parte de la Constitución y, por lo tanto, la «tradición de dos términos» no era un límite firme sino una convención constitucional. Solo hubo un caso anterior de un exvicepresidente que ganó una elección por derecho propio después de suceder a la presidencia, cuando Theodore Roosevelt fue reelegido en 1904 después de suceder al asesinado William McKinley. Sin embargo, Roosevelt había cumplido casi todo el segundo mandato de McKinley, lo que puede haber influido en su decisión de no volver a postularse en 1908, aunque se postuló sin éxito en 1912 contra su sucesor, William Howard Taft.
Por el contrario, Coolidge solo había servido un poco menos de la mitad del mandato no vencido de Harding antes de ganar las elecciones por derecho propio. Sin embargo, algunos creen que Coolidge estaba honrando la tradición de dos mandatos establecida por el presidente George Washington, aunque Coolidge opinaba que un vicepresidente que sucediera parte del mandato de otro presidente no violaría la regla al presentarse dos veces a las elecciones en su país por derecho propio. Sin embargo, y a pesar de sus razones reales para no postularse, Coolidge continuó con la tradición.
La ratificación de la Vigesimosegunda Enmienda limitó a dos el número de veces que una persona puede ser elegida presidente. Además, redujo aún más ese límite a uno en el caso de aquellos que habían cumplido anteriormente más de la mitad del mandato presidencial no vencido de otro presidente, lo que no se habría aplicado a Coolidge si la Enmienda hubiera estado vigente durante su presidencia, ya que Coolidge cumplió menos de dos años del mandato de Harding. La enmienda aún no se ha aplicado a nadie que hubiera ascendido a la presidencia: una cláusula de abuelo eximió a Harry S. Truman una vez que la enmienda entró en vigor, mientras que Lyndon B. Johnson cumplió menos de la mitad del mandato de John F. Kennedy cuando se convirtió en presidente después del asesinato de Kennedy. Además, ambos hombres inicialmente intentaron postularse para un segundo mandato completo de cuatro años, solo para abandonar sus respectivas carreras después de que cada uno tuvo un resultado decepcionante en las primarias de New Hampshire.

## En la cultura popular
La frase entró en la cultura popular de la época. La melodía «I Do Not Choose to Run», acreditada a Kenny & Dennis, fue grabada en marzo de 1928 por la banda de jazz de Harry Reser para Brunswick Records. La letra humorística cuenta la historia de un reloj que, en lugar de marcar y dar la hora, pronuncia la famosa frase de Coolidge.
Un episodio de The Dick Van Dyke Show se titula «I Do Not Choose to Run». En el episodio, Rob decide no postularse para el concejo municipal.
En el episodio de Seinfeld «The Race», Jerry cuenta una historia sobre cómo ganó una carrera en la escuela secundaria y ha sido calificado como un corredor rápido porque, sin darse cuenta, obtuvo una ventaja. Cuando se le pide que vuelva a correr para confirmar los resultados, Jerry responde diciendo: «I choose not to run» («Elijo no correr»). 